# Sverre Grøner
Sverre Grøner (Jerpen, 17 settembre 1880 – Oslo, 3 febbraio 1972) è stato un ginnasta norvegese.

## Palmarès

### Olimpiadi
- Argento a Londra 1908 nel concorso a squadre.